# Unser lautes Heim/Episodenliste
Diese Episodenliste enthält alle Folgen der US-amerikanischen Sitcom Unser lautes Heim, sortiert nach der US-amerikanischen Erstausstrahlung. Die Erstausstrahlung wurde zwischen dem 24. September 1985 und dem 25. April 1992 im wöchentlichen Rhythmus auf dem US-amerikanischen Sender ABC gesendet. In Deutschland wurde die Fernsehserie vom 27. April bis zum 4. Dezember 1993 von Montag bis Freitag um 18:00 Uhr auf ProSieben ausgestrahlt. Unser lautes Heim umfasst sieben Staffeln mit insgesamt 166 Episoden.

## Übersicht
| Staffel | Episodenanzahl | Erstausstrahlung USA | Erstausstrahlung USA | Deutschsprachige Erstausstrahlung | Deutschsprachige Erstausstrahlung |
| Staffel | Episodenanzahl | Staffelpremiere      | Staffelfinale        | Staffelpremiere                   | Staffelfinale                     |
| ------- | -------------- | -------------------- | -------------------- | --------------------------------- | --------------------------------- |
| 1       | 22             | 24. September 1985   | 13. Mai 1986         | 27. April 1993                    | 5. Mai 1993                       |
| 2       | 22             | 30. September 1986   | 11. Mai 1987         | —                                 | —                                 |
| 3       | 26             | 18. September 1987   | 4. Mai 1988          | —                                 | —                                 |
| 4       | 22             | 19. Oktober 1988     | 3. Mai 1989          | —                                 | —                                 |
| 5       | 26             | 20. September 1989   | 2. Mai 1990          | —                                 | —                                 |
| 6       | 24             | 19. September 1990   | 24. April 1991       | —                                 | —                                 |
| 7       | 24             | 18. September 1991   | 25. April 1992       | —                                 | 4. Dezember 1993                  |

## Staffel 1
| Nr. (ges.) | Nr. (St.) | Deutscher Titel                  | Originaltitel                    | Erstausstrahlung USA | Deutschsprachige Erstausstrahlung (D) | Regie        | Drehbuch                                                  |
| ---------- | --------- | -------------------------------- | -------------------------------- | -------------------- | ------------------------------------- | ------------ | --------------------------------------------------------- |
| 1          | 1         | In schlechter Gesellschaft       | Growing Pains                    | 24. Sep. 1985        | 27. Apr. 1993                         | John Pasquin | Neal Marlens                                              |
| 2          | 2         | Springsteen                      | Springsteen                      | 1. Okt. 1985         | 30. Apr. 1993                         | John Pasquin | David Kendall                                             |
| 3          | 3         | Eifersucht                       | Jealousy                         | 8. Okt. 1985         | 28. Apr. 1993                         | John Pasquin | Carol Black & Neal Marlens                                |
| 4          | 4         | Carols Artikel                   | Carol's Article                  | 15. Okt. 1985        | 10. Mai 1993                          | John Pasquin | Sybil Adelman & Martin Sage                               |
| 5          | 5         | Wer hat meinen Hund angemalt?    | Superdad                         | 29. Okt. 1985        | 3. Mai 1993                           | Nick Havinga | Tom Walla & Dave Wollert                                  |
| 6          | 6         | Mikes Madonna                    | Mike's Madonna Story             | 5. Nov. 1985         | 29. Apr. 1993                         | John Pasquin | Carol Black & Neal Marlens                                |
| 7          | 7         | Die reinste Phantasie            | Weekend Fantasy                  | 12. Nov. 1985        | 6. Mai 1993                           | John Tracy   | Arnold Margolin                                           |
| 8          | 8         | Die Testfrage                    | Slice Of Life – Part 1           | 19. Nov. 1985        | 7. Mai 1993                           | John Tracy   | Rich Reinhart                                             |
| 9          | 9         | Carols Schwarm                   | Carol's Crush                    | 26. Nov. 1985        | 11. Mai 1993                          | John Tracy   | Stephen J. Curwick                                        |
| 10         | 10        | Mikes vier Buchstaben            | Dirt Bike                        | 3. Dez. 1985         | 12. Mai 1993                          | John Tracy   | Kerry Ehrin & Ali Marie Matheson                          |
| 11         | 11        | Der Intelligenztest              | Standardized Test                | 10. Dez. 1985        | 4. Mai 1993                           | Nick Havinga | Carol Black & Neal Marlens                                |
| 12         | 12        | Der unfreiwillige Weihnachtsmann | A Christmas Story                | 17. Dez. 1985        | 13. Mai 1993                          | John Tracy   | Tom Walla & Dave Wollert Idee: Carol Black & Neal Marlens |
| 13         | 13        | Fast ein Poet                    | The Love Song Of M. Aaron Seaver | 7. Jan. 1986         | 17. Mai 1993                          | John Tracy   | Arnold Margolin                                           |
| 14         | 14        | Rambo oder Gandhi?               | First Blood                      | 14. Jan. 1986        | 14. Mai 1993                          | John Tracy   | Mark Fink                                                 |
| 15         | 15        | Lord Bens Butler                 | Slice Of Life – Part 2           | 21. Jan. 1986        | 18. Mai 1993                          | John Tracy   | Tom Walla & David Kendall                                 |
| 16         | 16        | Hurra, wir sind das Letzte!      | Seavers Vs. The Cleavers         | 28. Jan. 1986        | 20. Mai 1993                          | John Tracy   | Susan Beavers                                             |
| 17         | 17        | Eine kleine Spende               | Charity Begins In The Home       | 18. Feb. 1986        | 19. Mai 1993                          | John Tracy   | Dan Guntzelman & Steve Marshall                           |
| 18         | 18        | Die Schuhsohlenaffäre            | Reputation                       | 25. Feb. 1986        | 24. Mai 1993                          | John Tracy   | David Kendall                                             |
| 19         | 19        | Der Hochzeitstag                 | Anniversary That Never Was       | 4. März 1986         | 21. Mai 1993                          | John Tracy   | Timothy James                                             |
| 20         | 20        | Die Nacht der Orgien             | Be A Man                         | 11. März 1986        | 25. Mai 1993                          | John Tracy   | Rich Reinhart                                             |
| 21         | 21        | Jasons Entscheidung              | Career Decision                  | 6. Mai 1986          | 26. Mai 1993                          | John Tracy   | Bob Brush & Tom Walla Idee: Bob Brush                     |
| 22         | 22        | Geisterstunde                    | Extra Lap                        | 13. Mai 1986         | 5. Mai 1993                           | John Tracy   | Stephen J. Curwick                                        |

## Staffel 3
| Nr. (ges.) | Nr. (St.) | Deutscher Titel                        | Originaltitel                              | Erstausstrahlung USA | Deutschsprachige Erstausstrahlung (D) | Regie      | Drehbuch                                        |
| ---------- | --------- | -------------------------------------- | ------------------------------------------ | -------------------- | ------------------------------------- | ---------- | ----------------------------------------------- |
| 45         | 1         | Aloha, oh je! – Teil 1                 | Aloha – Part 1                             | 18. Sep. 1987        | —                                     | John Tracy | Dan Guntzelman & Steve Marshall Idee: Tom Walla |
| 46         | 2         | Aloha, oh je! – Teil 2                 | Aloha – Part 2                             | 18. Sep. 1987        | —                                     | John Tracy | Dan Guntzelman & Steve Marshall Idee: Tom Walla |
| 47         | 3         | Geschäft ist Geschäft                  | Taking Care Of Business                    | 22. Sep. 1987        | —                                     | John Tracy | Tim O'Donnell                                   |
| 48         | 4         | Maggie Malone                          | Not Necessarily The News                   | 29. Sep. 1987        | —                                     | John Tracy | Tim O'Donnell                                   |
| 49         | 5         | Unlauterer Wettbewerb                  | Michaelgate                                | 6. Okt. 1987         | —                                     | John Tracy | Dan Guntzelman & Steve Marshall                 |
| 50         | 6         | Ein sehr guter Reinfall                | Big Brother Is Not Watching                | 13. Okt. 1987        | —                                     | John Tracy | David Tyron King                                |
| 51         | 7         | Ein Star wird geboren                  | A Star Is Born                             | 27. Okt. 1987        | —                                     | John Tracy | David Kendall                                   |
| 52         | 8         | Der Einbruch                           | Gone But Not Forgotten                     | 3. Nov. 1987         | —                                     | John Tracy | Christopher Ames & Carolyn Shelby               |
| 53         | 9         | Wer geht mit wem?                      | Who's Zoomin' Who                          | 10. Nov. 1987        | —                                     | John Tracy | Tom Walla                                       |
| 54         | 10        | Der doppelte Ben                       | This Is Your Life                          | 17. Nov. 1987        | —                                     | John Tracy | David Kendall                                   |
| 55         | 11        | Der Broadway lockt                     | Broadway Bound                             | 24. Nov. 1987        | —                                     | John Tracy | Tim O'Donnell & Tom Walla                       |
| 56         | 12        | Die besondere Note                     | The Scarlet Letter                         | 1. Dez. 1987         | —                                     | John Tracy | Kate Boutilier                                  |
| 57         | 13        | Ein Grund zu leben                     | Reason To Live                             | 8. Dez. 1987         | —                                     | John Tracy | David Tyron King                                |
| 58         | 14        | Mikes Kampf mit Raymond Chandler       | Nasty Habits                               | 15. Dez. 1987        | —                                     | John Tracy | Christopher Ames & Carolyn Shelby               |
| 59         | 15        | Romanze in Moll                        | The Marrying Kind                          | 5. Jan. 1988         | —                                     | John Tracy | David Kendall                                   |
| 60         | 16        | Ein süßes Geheimnis                    | State Of The Union                         | 12. Jan. 1988        | —                                     | John Tracy | Kate Boutilier                                  |
| 61         | 17        | Die Mutter, die zuviel wußte           | The Mom Who Knew Too Much                  | 26. Jan. 1988        | —                                     | John Tracy | Kate Boutilier                                  |
| 62         | 18        | Mike hebt ab                           | Great Expectations                         | 9. Feb. 1988         | —                                     | John Tracy | David Kendall                                   |
| 63         | 19        | Die Klassenfete – Teil 1               | Dance Fever – Part 1                       | 1. März 1988         | —                                     | John Tracy | Tim O'Donnell                                   |
| 64         | 20        | Die Klassenfete – Teil 2               | Dance Fever – Part 2                       | 2. März 1988         | —                                     | John Tracy | Tim O'Donnell                                   |
| 65         | 21        | Wozu sind Babys gut?                   | Bringing Up Baby                           | 9. März 1988         | —                                     | John Tracy | Tom Walla                                       |
| 66         | 22        | Die geheime Sprache der Dinge – Teil 1 | The Obscure Objects Of Our Desire – Part 1 | 30. März 1988        | —                                     | John Tracy | David Kendall                                   |
| 67         | 23        | Die geheime Sprache der Dinge – Teil 2 | The Obscure Objects Of Our Desire – Part 2 | 30. März 1988        | —                                     | John Tracy | David Kendall                                   |
| 68         | 24        | Lehrer lernen auch - Teil 1            | How The West Was Won - Part 1              | 20. Apr. 1988        | —                                     | John Tracy | Dan Guntzelman & Steve Marshall                 |
| 69         | 25        | Lehrer lernen auch – Teil 2            | How The West Was Won – Part 2              | 26. Apr. 1988        | —                                     | John Tracy | Dan Guntzelman & Steve Marshall                 |
| 70         | 26        | Tag der Abrechnung                     | Graduation Day                             | 4. Mai 1988          | —                                     | John Tracy | Dan Guntzelman & Steve Marshall                 |

## Staffel 4
| Nr. (ges.) | Nr. (St.) | Deutscher Titel              | Originaltitel                | Erstausstrahlung USA | Deutschsprachige Erstausstrahlung (D) | Regie      | Drehbuch                                                           |
| ---------- | --------- | ---------------------------- | ---------------------------- | -------------------- | ------------------------------------- | ---------- | ------------------------------------------------------------------ |
| 71         | 1         | Eine Art Rendezvous          | Fool For Love                | 19. Okt. 1988        | —                                     | John Tracy | Kate Boutilier                                                     |
| 72         | 2         | Nachwuchs                    | Birth Of A Seaver            | 26. Okt. 1988        | —                                     | John Tracy | David Kendall                                                      |
| 73         | 3         | Der verlorene Sohn – Teil 1  | Family Ties – Part 1         | 2. Nov. 1988         | —                                     | John Tracy | Tim O'Donnell                                                      |
| 74         | 4         | Der verlorene Sohn – Teil 2  | Family Ties – Part 2         | 9. Nov. 1988         | —                                     | John Tracy | Tom Walla                                                          |
| 75         | 5         | Rat mal, wer zum Essen kommt | Guess Who's Coming To Dinner | 16. Nov. 1988        | —                                     | John Tracy | Becky Ayers & Joanna Kerns                                         |
| 76         | 6         | Die Ballkönigin              | Homecoming Queen             | 23. Nov. 1988        | —                                     | John Tracy | Kate Boutilier                                                     |
| 77         | 7         | Ein Akt der Schönheit        | Nude Photos                  | 30. Nov. 1988        | —                                     | John Tracy | David Kendall                                                      |
| 78         | 8         | Bens erster Kuß              | Ben's First Kiss             | 7. Dez. 1988         | —                                     | John Tracy | Tim O'Donnell                                                      |
| 79         | 9         | Das Kindermädchen            | The Nanny                    | 4. Jan. 1989         | —                                     | John Tracy | Kevin Abbott                                                       |
| 80         | 10        | Mike und Julie               | Mandingo                     | 11. Jan. 1989        | —                                     | John Tracy | David Kendall & Tim O'Donnell Idee: Dan Guntzelman & Mike Sullivan |
| 81         | 11        | So zärtlich war die Nacht    | In Carol We Trust            | 18. Jan. 1989        | —                                     | John Tracy | Tom Walla                                                          |
| 82         | 12        | Die Mutter des Jahres        | Mom Of The Year              | 25. Jan. 1989        | —                                     | John Tracy | Becky Ayers                                                        |
| 83         | 13        | Mach's gut, Boner!           | Semper Fidelis               | 1. Feb. 1989         | —                                     | John Tracy | David Kendall                                                      |
| 84         | 14        | Stars sind keine Helden      | Feet Of Clay                 | 8. Feb. 1989         | —                                     | John Tracy | Todd Thicke                                                        |
| 85         | 15        | Ein Abend in der Hölle       | Anniversary From Hell        | 15. Feb. 1989        | —                                     | John Tracy | Tim O'Donnell                                                      |
| 86         | 16        | Nachtschicht                 | Fortunate Son                | 22. Feb. 1989        | —                                     | John Tracy | Tim O'Donnell                                                      |
| 87         | 17        | Jason, der Sexist            | Double Standard              | 1. März 1989         | —                                     | John Tracy | Todd Thicke                                                        |
| 88         | 18        | Guten Tag, wer sind Sie?     | The Recruiter                | 15. März 1989        | —                                     | John Tracy | Tim O'Donnell                                                      |
| 89         | 19        | Experten unter sich          | Show Ninety – Who Knew       | 22. März 1989        | —                                     | John Tracy | Kevin Abbott                                                       |
| 90         | 20        | Noch eine Chance             | Second Chance                | 19. Apr. 1989        | —                                     | John Tracy | David Kendall Idee: Dan Guntzelman & Steve Marshall                |
| 91         | 21        | Das Alptraumschiff – Teil 1  | Loooove Boat – Part 1        | 26. Apr. 1989        | —                                     | John Tracy | David Kendall                                                      |
| 92         | 22        | Das Alptraumschiff – Teil 2  | Loooove Boat – Part 2        | 3. Mai 1989          | —                                     | John Tracy | David Kendall                                                      |

## Staffel 5
| Nr. (ges.) | Nr. (St.) | Deutscher Titel                | Originaltitel                    | Erstausstrahlung USA | Deutschsprachige Erstausstrahlung (D) | Regie      | Drehbuch                                          |
| ---------- | --------- | ------------------------------ | -------------------------------- | -------------------- | ------------------------------------- | ---------- | ------------------------------------------------- |
| 93         | 1         | Mike auf Freiersfüßen          | Anger With Love                  | 20. Sep. 1989        | —                                     | John Tracy | David Kendall & Tim O'Donnell                     |
| 94         | 2         | Hochzeitsglocken               | Mike & Julie's Wedding           | 27. Sep. 1989        | —                                     | John Tracy | David Kendall                                     |
| 95         | 3         | Die Schule des Lebens          | Carol Meets The Real World       | 4. Okt. 1989         | —                                     | John Tracy | David Kendall                                     |
| 96         | 4         | Schein und Sein                | Fish Bait                        | 11. Okt. 1989        | —                                     | John Tracy | Rob Bragin                                        |
| 97         | 5         | Der Mann mit der Salami        | Teach Me                         | 18. Okt. 1989        | —                                     | John Tracy | Tim O'Donnell                                     |
| 98         | 6         | Die verkauften Klassenarbeiten | Carol's Papers                   | 25. Okt. 1989        | —                                     | John Tracy | Tim O'Donnell                                     |
| 99         | 7         | Wenn Bukowski zweimal hustet   | Coughing Boy                     | 1. Nov. 1989         | —                                     | John Tracy | Mindy Schneider                                   |
| 100        | 8         | Öfter mal was Neues – Teil 1   | The New Deal – Part 1            | 8. Nov. 1989         | —                                     | John Tracy | Shelly Landau                                     |
| 101        | 9         | Öfter mal was Neues – Teil 2   | The New Deal – Part 2            | 15. Nov. 1989        | —                                     | John Tracy | Shelly Landau                                     |
| 102        | 10        | Die Kettenreaktion             | Paper Route                      | 22. Nov. 1989        | —                                     | John Tracy | David Kendall                                     |
| 103        | 11        | Fünf Riesen                    | Five Grand                       | 29. Nov. 1989        | —                                     | John Tracy | Tim O'Donnell                                     |
| 104        | 12        | Carols Aufstieg                | Carol's Promotion                | 6. Dez. 1989         | —                                     | John Tracy | Mindy Schneider                                   |
| 105        | 13        | Eine Nacht in der Stadt        | Ben & Mike's Excellent Adventure | 13. Dez. 1989        | —                                     | John Tracy | Rob Bragin                                        |
| 106        | 14        | Die Freundin meines Freundes   | The Triangle                     | 3. Jan. 1990         | —                                     | John Tracy | Shelly Landau                                     |
| 107        | 15        | Veilchen der Liebe             | The Return Of The Triangle       | 10. Jan. 1990        | —                                     | John Tracy | Shelly Landau                                     |
| 108        | 16        | Der Zweck heiligt die Mittel   | The Home Show                    | 17. Jan. 1990        | —                                     | John Tracy | David Kendall & Tim O'Donnell                     |
| 109        | 17        | Das Ohrloch                    | Jason Vs Maggie                  | 24. Jan. 1990        | —                                     | John Tracy | Tim O'Donnell                                     |
| 110        | 18        | Mike, Kate und Julie           | Mike, Kate & Julie               | 31. Jan. 1990        | —                                     | John Tracy | David Kendall                                     |
| 111        | 19        | Mike als Lehrer                | Mike The Teacher                 | 7. Feb. 1990         | —                                     | John Tracy | Mindy Schneider                                   |
| 112        | 20        | Carol im Gefängnis             | Carol In Jail                    | 14. Feb. 1990        | —                                     | John Tracy | Mindy Schneider                                   |
| 113        | 21        | Maggies Alptraum               | Maggie's Dream                   | 21. Feb. 1990        | —                                     | John Tracy | Todd Thicke                                       |
| 114        | 22        | Der Spickzettel                | Cheating                         | 14. März 1990        | —                                     | John Tracy | Tim O'Donnell                                     |
| 115        | 23        | Mike als Regisseur             | Mike The Director                | 21. März 1990        | —                                     | John Tracy | Rob Bragin                                        |
| 116        | 24        | Die Stadtstreicher             | Weekend At Mike's                | 4. Apr. 1990         | —                                     | John Tracy | Shelly Landau Idee: David Kendall & Tim O'Donnell |
| 117        | 25        | Die Rache der Alligatoren      | Ben's Movie                      | 25. Apr. 1990        | —                                     | John Tracy | Shelly Landau                                     |
| 118        | 26        | Der letzte Wille               | Where There's A Will             | 2. Mai 1990          | —                                     | John Tracy | David Kendall                                     |

## Staffel 6
| Nr. (ges.) | Nr. (St.) | Deutscher Titel                    | Originaltitel                       | Erstausstrahlung USA | Deutschsprachige Erstausstrahlung (D) | Regie      | Drehbuch                                                                                      |
| ---------- | --------- | ---------------------------------- | ----------------------------------- | -------------------- | ------------------------------------- | ---------- | --------------------------------------------------------------------------------------------- |
| 119        | 1         | Mikes Entscheidung                 | Mike's Choice                       | 19. Sep. 1990        | —                                     | John Tracy | David Kendall                                                                                 |
| 120        | 2         | Asphalt-Cowboy                     | Midnight Cowboy                     | 26. Sep. 1990        | —                                     | John Tracy | Nick Lerose                                                                                   |
| 121        | 3         | Brüderlein und Schwesterlein       | Roommates                           | 3. Okt. 1990         | —                                     | John Tracy | Bob Burris & Michael Ware                                                                     |
| 122        | 4         | Mein Sohn ist meine Schwester      | Daddy Mike                          | 10. Okt. 1990        | —                                     | John Tracy | Elias Davis & David Pollock                                                                   |
| 123        | 5         | Eine Frage der Ehre                | Ben's Sure Thing                    | 17. Okt. 1990        | —                                     | John Tracy | Shelly Landau                                                                                 |
| 124        | 6         | Jason träumt, Maggie schäumt       | Jason Flirts - Maggie Hurts         | 24. Okt. 1990        | —                                     | John Tracy | Jack Weinberger & Mike Weinberger                                                             |
| 125        | 7         | Fröhliche Geisterstunde - Teil 1   | Happy Halloween - Part 1            | 31. Okt. 1990        | —                                     | John Tracy | Jay Abramowitz, Dan Guntzelman & Nick Lerose                                                  |
| 126        | 8         | Fröhliche Geisterstunde – Teil 2   | Happy Halloween – Part 2            | 31. Okt. 1990        | —                                     | John Tracy | Jay Abramowitz, Dan Guntzelman & Nick Lerose                                                  |
| 127        | 9         | Einmal Europa und zurück – Teil 1  | Let's Go Europe – Part 1            | 7. Nov. 1990         | —                                     | John Tracy | David Kendall                                                                                 |
| 128        | 10        | Einmal Europa und zurück – Teil 2  | Let's Go Europe – Part 2            | 14. Nov. 1990        | —                                     | John Tracy | Bob Burris & Michael Ware                                                                     |
| 129        | 11        | Einmal Europa und zurück – Teil 3  | Let's Go Europe – Part 3            | 28. Nov. 1990        | —                                     | John Tracy | Bob Burris & Michael Ware Idee: Dan Guntzelman & David Kendall                                |
| 130        | 12        | Scheiden tut weh                   | Divorce Story                       | 5. Dez. 1990         | —                                     | John Tracy | Elias Davis & David Pollock                                                                   |
| 131        | 13        | Der unsichtbare Freund             | The World According To Chrissy      | 19. Dez. 1990        | —                                     | John Tracy | Leilani Downer                                                                                |
| 132        | 14        | Rendezvous des Schreckens          | How Could I Leave Her Behind?       | 2. Jan. 1991         | —                                     | John Tracy | Jack Weinberger & Mike Weinberger                                                             |
| 133        | 15        | Wie der Vater, so der Sohn         | Like Father, Like Son               | 9. Jan. 1991         | —                                     | John Tracy | Vince Cheung & Ben Montanio                                                                   |
| 134        | 16        | Moneten und Manager                | Ben's Rap Group                     | 23. Jan. 1991        | —                                     | John Tracy | Todd Thicke                                                                                   |
| 135        | 17        | Maggies Vater                      | Eddie, We Hardly Knew Ye            | 30. Jan. 1991        | —                                     | John Tracy | Rich Reinhart                                                                                 |
| 136        | 18        | Der Sinn des Lebens                | Maggie Seaver's The Meaning Of Life | 6. Feb. 1991         | —                                     | John Tracy | Jay Abramowitz                                                                                |
| 137        | 19        | Die ganze Welt ist eine Bühne      | All The World Is A Stage            | 13. Feb. 1991        | —                                     | John Tracy | David Kendall                                                                                 |
| 138        | 20        | Nicht mit unserer Carol!           | Not With My Carol You Don't         | 20. Feb. 1991        | —                                     | John Tracy | Leilani Downer                                                                                |
| 139        | 21        | Das Ganze nochmal von vorn, bitte! | Meet The Seavers                    | 6. März 1991         | —                                     | John Tracy | Bob Burris & Michael Ware Idee: Dan Guntzelman, David Kendall, Mike Sullivan & Steve Marshall |
| 140        | 22        | Im Schatten des Riesenrads         | Carol's Carnival                    | 27. März 1991        | —                                     | John Tracy | Rich Reinhart                                                                                 |
| 141        | 23        | Der Klub der schlechten Schüler    | Homeschooling                       | 17. Apr. 1991        | —                                     | John Tracy | Nick Lerose Idee: Dan Guntzelman & Mike Sullivan                                              |
| 142        | 24        | Eddies Hochzeitshorror             | Viva Las Vegas                      | 24. Apr. 1991        | —                                     | John Tracy | Shelly Landau                                                                                 |

## Staffel 7
| Nr. (ges.) | Nr. (St.) | Deutscher Titel                    | Originaltitel              | Erstausstrahlung USA | Deutschsprachige Erstausstrahlung (D) | Regie             | Drehbuch |
| ---------- | --------- | ---------------------------------- | -------------------------- | -------------------- | ------------------------------------- | ----------------- | --- |
| 143        | 1         | Mike und die Naturgesetze          | Back To School             | 18. Sep. 1991        | —                                     | Jack Shea         | Bob Burris & Michael Ware                                                                                             |
| 144        | 2         | Ohne festen Wohnsitz               | Stop, Luke, And Listen     | 25. Sep. 1991        | —                                     | Jack Shea         | Liz Sage |
| 145        | 3         | In Vino Veritas                    | In Vino Veritas            | 28. Sep. 1991        | —                                     | Jack Shea         | Rich Reinhart |
| 146        | 4         | Unkraut im Garten der Liebe        | Paper Tigers               | 5. Okt. 1991         | —                                     | Jack Shea         | Leilani Downer |
| 147        | 5         | Unter der Sonne der Seifenoper     | The Young And The Homeless | 12. Okt. 1991        | —                                     | Jack Shea         | Bob Burris & Michael Ware                                                                                             |
| 148        | 6         | Das Psychobankett                  | Jason Sings The Blues      | 19. Okt. 1991        | —                                     | Jack Shea         | Jerry Colker |
| 149        | 7         | Von Menschen und Läusen            | The Kids Still Got It      | 26. Okt. 1991        | —                                     | Iris Dugow        | Jerry Colker |
| 150        | 8         | Was machen die Erwachsenen nachts? | There Must Be A Pony       | 2. Nov. 1991         | —                                     | Iris Dugow        | Liz Sage |
| 151        | 9         | Das Saugmonster                    | The Big Fix                | 9. Nov. 1991         | —                                     | Iris Dugow        | Leilani Downer |
| 152        | 10        | Der unsichtbare Opa                | Home Malone                | 16. Nov. 1991        | —                                     | Burt Brinckerhoff | Rich Reinhart |
| 153        | 11        | Mein Vater ist ein Spion           | Bad Dad Cafe               | 23. Nov. 1991        | —                                     | Renny Temple      | Bud Wiser |
| 154        | 12        | B = MC²                            | B = Mc²                    | 30. Nov. 1991        | —                                     | Gerren Keith      | Cathy Jung |
| 155        | 13        | Die Bikini-Affäre                  | It's Not Easy Being Green  | 21. Dez. 1991        | —                                     | Renny Temple      | Leilani Downer |
| 156        | 14        | Die Wildnis ruft                   | The Call Of The Wild       | 4. Jan. 1992         | —                                     | Andy Cadiff       | Bob Burris & Michael Ware                                                                                             |
| 157        | 15        | Luke und der Langfinger            | Honest Abe                 | 18. Jan. 1992        | —                                     | Burt Brinckerhoff | Wendy Braff |
| 158        | 16        | Wie ein wilder Mustang             | Vicious Cycle              | 1. Feb. 1992         | —                                     | Burt Brinckerhoff | Cathy Jung |
| 159        | 17        | Des einen Freud', des andern Neid  | Menage A Luke              | 8. Feb. 1992         | —                                     | Gerren Keith      | Todd Thicke |
| 160        | 18        | Fünf Finger sind eine Faust        | Five Fingers Of Ben        | 22. Feb. 1992        | —                                     | Burt Brinckerhoff | Jerry Colker |
| 161        | 19        | Mike, der Spießer                  | Don't Go Changin'          | 29. Feb. 1992        | —                                     | Don Amendolia     | Leilani Downer & Rich Reinhart                                                                                        |
| 162        | 20        | Das Tomateninferno                 | The Truck Stops Here       | 21. März 1992        | —                                     | Joanna Kerns      | Jerry Colker |
| 163        | 21        | Maggie seilt sich ab               | Maggie's Brilliant Career  | 4. Apr. 1992         | —                                     | Gerren Keith      | Kate Boutilier |
| 164        | 22        | Zappenduster                       | The Wrath Of Con Ed        | 11. Apr. 1992        | —                                     | Nancy Heydorn     | Liz Sage |
| 165        | 23        | Zu neuen Ufern – Teil 1            | Last Picture Show – Part 1 | 25. Apr. 1992        | —                                     | Jonathan Weiss    | Bob Burris, Wendy Braff, Jerry Colker, Leilani Downer, Cathy Jung, Rich Reinhart, Liz Sage, Michael Ware & Dan Wilcox |
| 166        | 24        | Zu neuen Ufern – Teil 2            | Last Picture Show – Part 2 | 25. Apr. 1992        | 4. Dez. 1993                          | Jonathan Weiss    | Bob Burris & Michael Ware                                                                                             |